# Oise (reka)
Oise (antična Isara) je 302 km dolga reka v Belgiji in severni Franciji, desni pritok Sene. Njen izvir se nahaja v belgijski provinci Hainaut, južno od Chimaya, nakar že po 20 km prečka mejo s Francijo v jugozahodni smeri. V Seno se izliva pri Conflans-Sainte-Honorine, zahodno od Pariza.

## Geografija

### Porečje
- levi pritoki
  - Gland
  - Thon
  - Serre
  - Ru de Servais
  - Aisne
  - Automne
  - Nonette
  - Thève
- desni pritoki
  - Noirieu
  - Divette
  - Mas / Matz
  - Aronde
  - Brèche
  - Thérain

### Departmaji in kraji
Reka Oise v Franciji teče skozi naslednje departmaje in kraje:
- Aisne: Hirson, Guise, Chauny,
- Oise: Noyon, Compiègne, Creil,
- Val-d'Oise: Auvers-sur-Oise, Pontoise, Cergy, Jouy-le-Moutier,
- Yvelines: Conflans-Sainte-Honorine.